# Цачо Шишков
Цачо Стоянов Шишков е български доброволец, герой от Руско-турската война (1877 – 1878)

## Биография
Цачо Шишков е роден през 1837 г. в град Ловеч. Бащата Стоян Шишков (роден в с. Радювене) на младини живее в Цариград. Има брат – Яким Шишков, също революционер. Работи като придворен готвач. Спечелва симпатиите и благоволението на двореца и се завръща в Ловеч богато възнаграден. Отворя фурна и е доставчик на войската.
Цачо Шишков завършва образованието си в Ловеч. Занимава се с търговия и е влиятелна личност в града. Член е на мезлиша (общинския съвет).
По време на Руско-турската война (1877 – 1878) гр. Ловеч е един от първите освободени български градове. На 5 юли 1877 г. малък руски конен отряд с командир полковник Алексей Жеребков след няколко сблъсквания с турски подразделения и башибозук превзема Ловеч. Радостта на ловчанци е неописуема. Цачо Шишков се записва доброволец и участва в създадената градска въоръжена стража.
Осман паша укрепен в Плевен, решава да си възвърне Ловеч и възстанови прекъснатите снабдителни линии със София. Руското командване пренебрегва разузнавателните сведения на полковник Пьотр Паренсов за предстоящи действия срещу Ловеч. Градът е слабо защитен. На 15 юли 1877 г. започва настъплението на турски отряд (командир Рифат паша), подсилен с черкези и башибозук. В града настъпва всеобща паника. Хората бягат по посока гр. Севлиево през махала „Дръстене“. Малкият руски отряд се изтегля по източния бряг на р. Осъм, а западният се прикрива от градската въоръжена стража. Трябва да се задържи турското настъпление, за да може населението да се изтегли.
Цачо Шишков се укрепява в дома си и задържа с точна стрелба маневрената черкезка конница. Домът му е атакуван и изгорен от турската пехота. Съпротивата е продължена от съседната къща. След двучасова ожесточена престрелка Цачо Шишков е тежко ранен, заловен и полужив е изгорен в подпалената сграда. Със саможертвата си дават възможност на мнозина граждани да преминат Покрития мост и избягат към град Севлиево.
След второто освобождение на града, признателните съграждани издигат скромен паметник на лобното му място. Централна улица в Ловеч е наименувана Цачо Шишков.